# Chiesa di San Giacomo (Neviano degli Arduini)
La chiesa di San Giacomo è un luogo di culto cattolico dalle forme barocche, situato nel piccolo centro di Castelmozzano, frazione di Neviano degli Arduini, in provincia e diocesi di Parma; è sussidiaria della parrocchiale di San Giovanni Battista di Antreola e fa parte della zona pastorale della Montagna.

## Storia
Il luogo di culto originario fu eretto all'interno del castello di Castelmozzano in epoca medievale; la più antica testimonianza della sua esistenza risale al 1354, quando l'Ecclesia Sancti Iacobi de Castro de Mozanno fu citata nell'Estimo diocesano tra le dipendenze della pieve di Sasso.
In seguito al crollo del maniero, il piccolo tempio subì profondi danni e fu demolito; sui ruderi della fortificazione fu in seguito eretta una nuova chiesa.
Nel 1471 il luogo di culto fu assegnato dal papa Sisto IV in patronato alla famiglia Bondani, che ne mantenne i diritti anche dopo l'erezione del tempio a sede parrocchiale autonoma verso il 1564.
Nel XVII secolo la chiesa fu unita per alcuni anni a quella di Antreola, distrutta da una frana e successivamente ricostruita.
Agli inizi del XVIII secolo il tempio fu profondamente ristrutturato e in adiacenza fu eretto il campanile; al termine dei lavori nel 1713, la chiesa fu riconsacrata.
Nel 1810 un'ampia frana provocata dalle intense piogge e nevicate causò alcune lesioni all'edificio, che, a causa del progredire del dissesto, nel 1853 fu chiuso al culto, fino al completamento della ristrutturazione nel 1860.
Il 7 settembre 1920 un devastante terremoto causò alcuni danni alla chiesa, che fu successivamente restaurata; nello stesso periodo fu ricostruita la cappella sinistra.
Nel 1983 una nuova scossa sismica provocò alcune lesioni alle pareti del tempio, che fu in seguito risistemato.
Il 29 giugno 1986 la parrocchia di San Giacomo fu soppressa e unita a quella di San Giovanni Battista di Antreola, su decisione del vescovo di Parma Benito Cocchi.
A partire dal 1993, l'edificio fu sottoposto a interventi di ristrutturazione, che comportarono la riapertura della finestra al centro della facciata e la rimozione degli intonaci in parte degli esterni e degli interni.
Nel maggio del 2014, a causa delle intense precipitazioni si attivò a brevissima distanza dalla chiesa una frana, che provocò alcune lesioni all'edificio e ne mise in pericolo la stabilità; il luogo di culto fu dichiarato inagibile.

## Descrizione

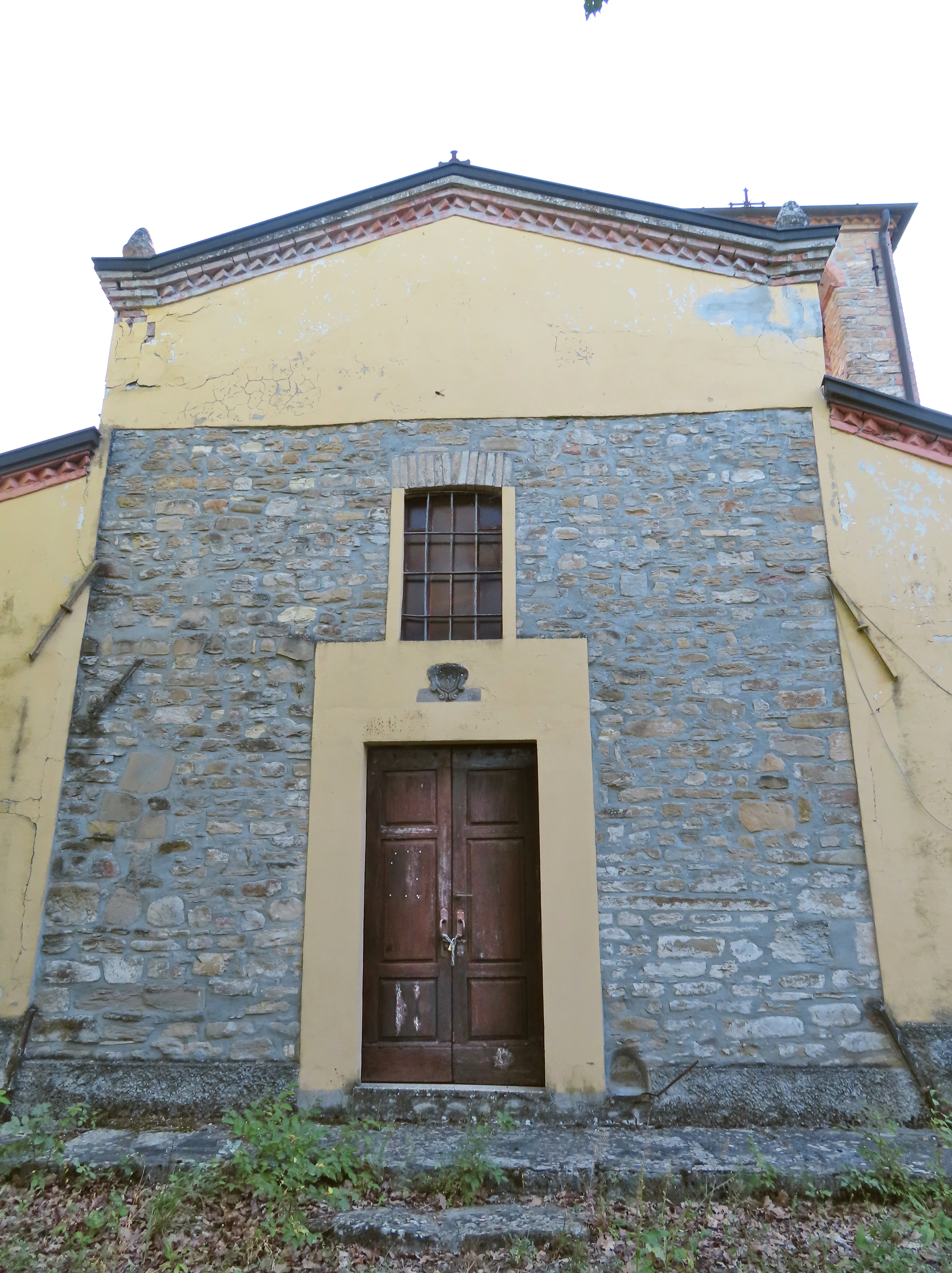
Facciata

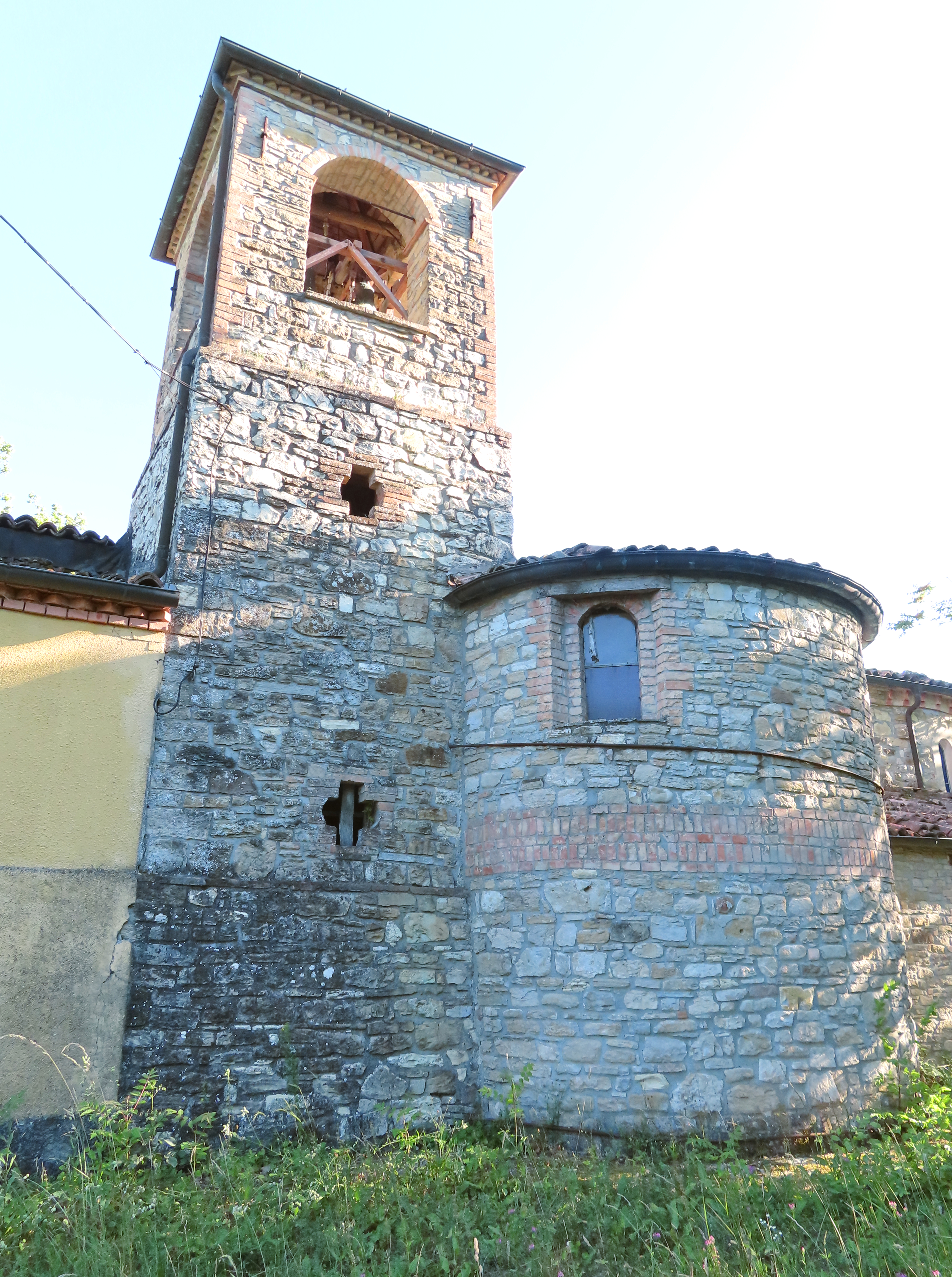
Campanile e lato nord

La chiesa si sviluppa su un impianto a navata unica affiancata da una cappella per lato, con ingresso a est e presbiterio absidato a ovest.
La simmetrica facciata a salienti, rivestita in pietra nella porzione bassa centrale, presenta nel mezzo l'ampio portale d'ingresso, delimitato da una cornice e sormontato dallo stemma scolpito della famiglia Bondani del 1725; più in alto si apre una finestra, mentre ai lati si trovano due aperture a forma di croce; in sommità corre lungo gli spioventi del tetto un motivo a denti di sega in laterizio; a coronamento si ergono una croce metallica nel mezzo e due pigne alle estremità.
Dai fianchi aggettano i corpi absidati, rivestiti in pietra, delle due cappelle laterali; sulla destra, si eleva il massiccio campanile, la cui cella campanaria si affaccia sulle quattro fronti attraverso ampie monofore ad arco a tutto sesto.
All'interno la navata, coperta da due volte a vela intonacate, è scandita lateralmente da paraste in mattoni e pietre, a sostegno di una serie di arcate a tutto sesto; dai fianchi si affacciano le due cappelle absidate.
Il presbiterio, lievemente sopraelevato, è preceduto dall'arco trionfale; il lungo ambiente, coronato da una volta a botte, accoglie l'altare maggiore a mensa in pietra, aggiunto intorno al 1980; sul fondo l'abside, coperta dal catino unghiato, è illuminata da due finestre laterali.